# Geografia de Chicago

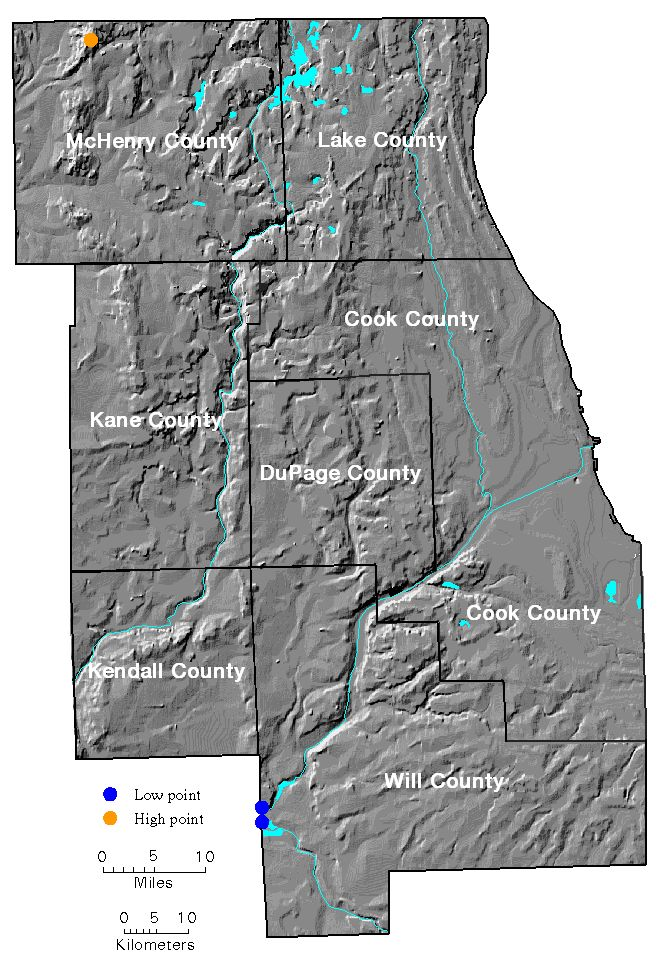
Geografia de Chicago e os condados circundantes.

A cidade de Chicago localiza-se no norte do estado do Illinois, na ponta sudoeste do Lago Michigan. Fica junto à divisória continental no Canal de São Lourenço, numa rota comercial que liga o Rio Mississippi às bacias hidrográficas dos Grandes Lagos.
De acordo com o United States Census Bureau, Chicago tem uma área total de 606.1 km², sendo  588.3 km² terreno e os 17.8 remanescentes água, o que corresponde a uma percentagem de 2.94%. O terreno em que a cidade se situa é relativamente plano, com uma altura média de 176 metros acima do nível médio do mar.
A região metropolitana de Chicago espalha-se por onze condados diferentes, localizados em três Estados americanos: Os condados de Cook (onde a cidade de Chicago em si está localizada), Du Page, Kane, Kendall, Lake, McHenry e o Will, no Estado de Illinois; os condados de Lake, Poter e LaPorte, no Estado de Indiana, e o condado de Kenosha, no Estado de Wisconsin.
A região metropolitana de Chicago possui 9 286 207 habitantes, enquanto o Condado de Cook possui cerca de 5,2 milhões de habitantes, o segundo maior condado dos Estados Unidos em população, perdendo apenas para o Condado de Los Angeles. A região metropolitana de Chicago possui uma área de 17 951 km².
A cidade de Chicago apresenta crescimento populacional mínimo dentro de seus limites populacionais desde a década de 1940. A maior parte do crescimento populacional da região metropolitana de Chicago ocorreu principalmente em seus subúrbios, onde muitos shopping centers, edifícios comerciais e modernos complexos industriais estão localizados.

## Clima
Chicago possui um clima temperado continental, com quatro estações bem definidas. Como em cidades do interior do continente americano, mudanças súbitas na temperatura e um padrão de precipitação instável são características consideradas normais na cidade.
A temperatura média na cidade é de -5°C no inverno e de 23 °C no verão. A média anual de chuva na cidade é de 84 centímetros. A maior temperatura já registrada na cidade foi de 44 °C, em 24 de julho de 1935, tendo alcançado em tempos recentes uma máxima de 42 °C em 17 de julho de 1995. A menor temperatura já registrada na cidade foi de -33 °C, registrada em 11 de janeiro de 1982.
| Mês                           | Jan | Fev | Mar | Abr | Mai | Jun  | Jul | Ago | Set | Out | Nov | Dez | Ano  |
| ----------------------------- | --- | --- | --- | --- | --- | ---- | --- | --- | --- | --- | --- | --- | ---- |
| Temperatura média mínima (°C) | -8  | -4  | 0   | 6   | 11  | 16   | 19  | 18  | 14  | 8   | 2   | -4  | 6    |
| Temperatura média máxima (°C) | 0   | 3   | 8   | 15  | 19  | 27   | 29  | 28  | 24  | 18  | 9   | 3   | 16   |
| Precipitação (cm)             | 5,5 | 4,5 | 7,7 | 9,3 | 9,4 | 10,9 | 9,4 | 9,8 | 8,2 | 6,9 | 8,4 | 6,7 | 96,5 |
| Fonte: Weatherbase            |     |     |     |     |     |      |     |     |     |     |     |     |      |

### Parques

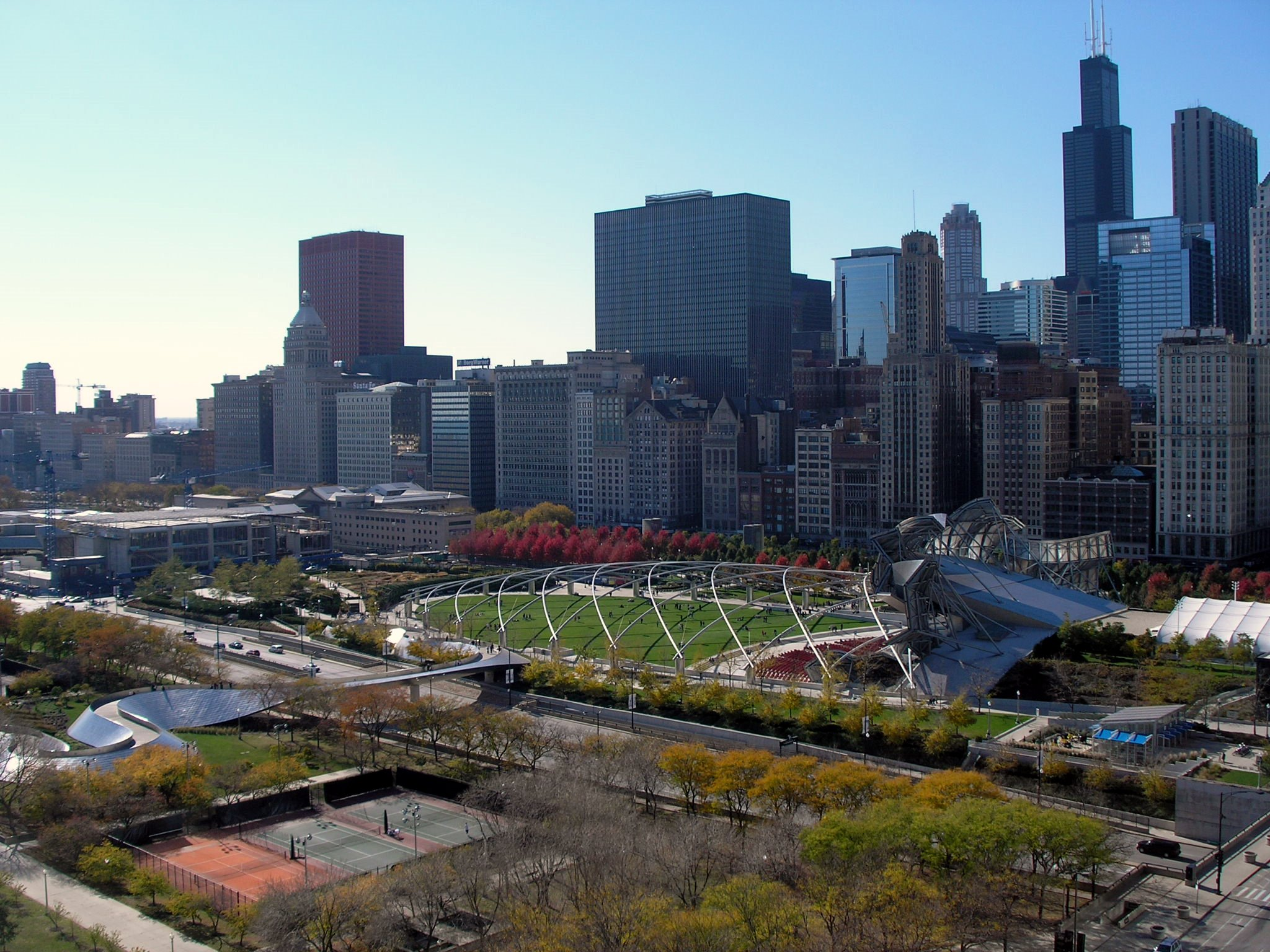
Vista do Millennium Park.

Chicago possui a maior quantidade de área destinada a parques dos Estados Unidos. São cerca de 220 facilidades ao longo da cidade, que possuem uma área total de 30 km² área verde. Chicago também é a cidade americana que mais gasta (per capita) em seus parques. Os parques mais famosos da cidade são:
- O Millennium Park, que ocupa uma grande área (101 000 m²) entre o centro financeiro e o litoral da cidade, inaugurado em 2004.
- Grant Park, construído sobre um antigo aterro sanitário, em 1901.
- Lincoln Park, ocupa 4,9 km² no norte da cidade, ao longo do litoral do Lago Michigan. Possui um zoológico, de acesso livre à população o ano inteiro, além de inúmeras facilidades esportivas e residenciais, e uma pista de golfe.
- Garfield Park, ocupa 748 000 m² no oeste da cidade. Possui um dos maiores conservatórios do país.

## Ver também

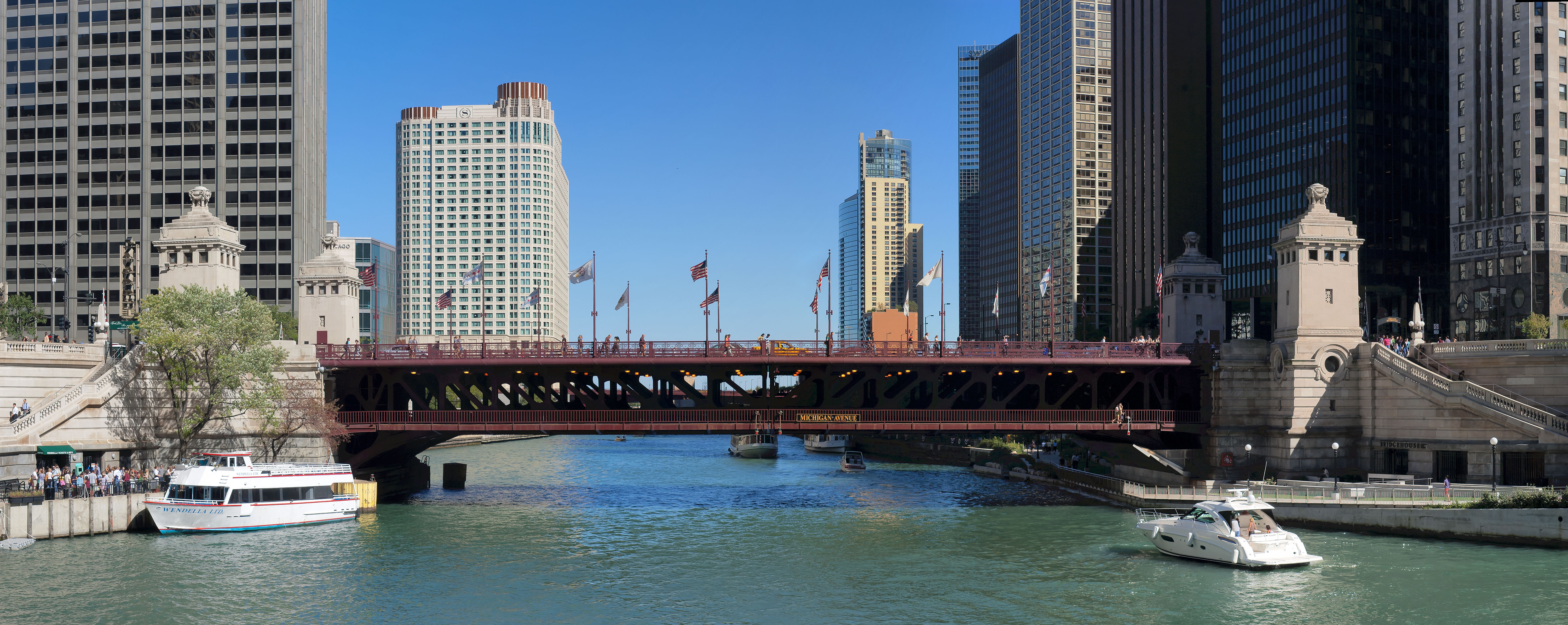
O rio Chicago e a ponte da avenida Michigan.

Skyline da cidade.